# Deus Ex Machina (Lost)
"Deus Ex Machina" é o décimo nono episódio de Lost. É o décimo nono episódio da primeria temporada da série. Foi dirigido por Robert Mandel e escrito por Carlton Cuse e Damon Lindelof. Foi ao ar originalmente em 30 de Março de 2005, pela ABC. O episódio foca o flashback em John Locke.

## Sinopse
Locke e Boone tentam, em vão, abrir a escotilha que haviam descoberto na mata. No entanto, Locke tem um sonho que acredita ser um sinal para que eles procurem um avião bimotor caído em alguma parte da ilha. De fato, eles acham um avião caído à beira de um precipício. Boone explora a aeronave e descobre que trazia um carregamento de heroína. O avião cai de onde estava pendurado antes que Boone pudesse sair de dentro dele. Boone fica gravemente ferido. Locke carrega Boone até Jack e desaparece. As lembranças de Locke contam como ele conheceu seu pai, de quem nem sequer sabia da existência, e como seu pai o enganou para roubar-lhe um rim, de que precisava para um transplante.